# Glaphyria cappsi
Glaphyria cappsi là một loài bướm đêm trong họ Crambidae.